# Deutsche Meisterschaften in der Nordischen Kombination 2004

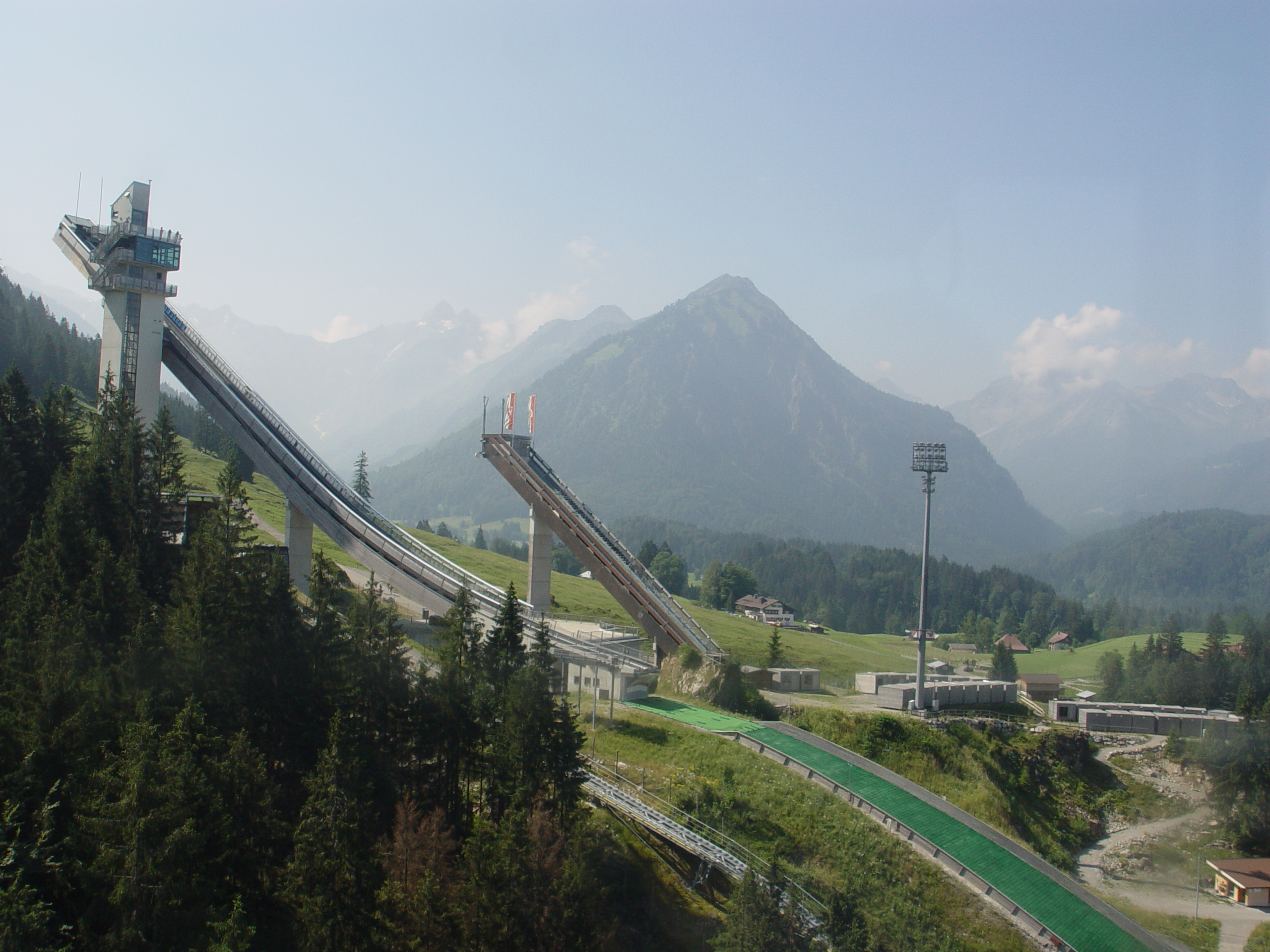
Schattenbergschanze in Oberstdorf

Die Deutschen Meisterschaften in der Nordischen Kombination 2004 fanden vom 15. bis zum 18. Juli 2004 im bayerischen Oberstdorf statt. Der Veranstalter war der Deutsche Skiverband. Die Sprungläufe wurden auf der mit Matten belegten Schattenbergschanze ausgetragen. Es fand ein Gundersen-Wettkampf sowie ein Sprint statt.

## Ergebnisse

### Gundersen
Der Einzelwettbewerb fand in der Gundersen-Methode über 15,5 Kilometer statt. Dabei wurden nach zwei Wertungssprüngen neun Runden auf Rollski über 1725 Metern gelaufen. Der spätere Sieger Ronny Ackermann zeigte die besten Sprünge, während Silbermedaillen-Gewinner Björn Kircheisen die beste Laufzeit vorweisen konnte.
| Platz | Name                | Verein                      | Sprungpunkte | Laufzeit | Gesamtzeit |
| ----- | ------------------- | --------------------------- | ------------ | -------- | ---------- |
| 01.   | Ronny Ackermann     | Rhöner WSV, TSV             | 254,8        | 30:38,4  | 30:38,4    |
| 02.   | Björn Kircheisen    | WSV Johanngeorgenstadt, SVS | 229,4        | 29:22,7  | 31:04,7    |
| 03.   | Tino Edelmann       | SC Motor Zella-Mehlis, TSV  | 238,0        | 29:59,1  | 31:06,1    |
| 04.   | Georg Hettich       | ST Schonach, SBW            | 233,2        | 29:40,8  | 31:06,8    |
| 05.   | Matthias Mehringer  | SC Ruhpolding, BSV          | 231,8        | 29:37,2  | 31:09,2    |
| 06.   | Jens Gaiser         | SV Mitteltal-Obertal, SBW   | 234,7        | 30:03,2  | 31:23,2    |
| 07.   | Florian Schillinger | SV Baiersbronn, SBW         | 240,0        | 31:27,5  | 32:26,5    |
| 08.   | Christian Beetz     | WSV Oberhof 05, SBW         | 223,3        | 30:55,7  | 33:01,7    |
| 09.   | Stephan Münchmeyer  | WSV Oberhof 05, TSV         | 210,5        | 30:04,9  | 33:01,9    |
| 10.   | Marco Kühne         | SC Motor Zella-Mehlis, TSV  | 215,9        | 30:28,9  | 33:04,9    |
| 11.   | Christian Ulmer     | SC Wiesensteig, SBW         | 219,3        | 30:44,4  | 33:06,4    |
| 12.   | Sebastian Haseney   | SC Motor Zella-Mehlis, TSV  | 199,7        | 30:01,1  | 33:41,1    |
| 13.   | Marc Frey           | SV Baiersbronn, SBW         | 198,5        | 29:59,5  | 33:44,5    |
| 14.   | Marcel Höhlig       | WSV Oberhof 05, TSV         | 232,0        | 32:36,0  | 34:07,0    |
| 15.   | Tom Beetz           | WSV Oberhof 05, TSV         | 214,7        | 31:51,8  | 34:31,8    |

### Sprint
Am Sprint nahmen 42 Athleten teil, die alle in die Wertung kamen. Den besten Sprung zeigte Florian Schillinger, während Ronny Ackermann die beste Laufzeit aufweisen konnte.
| Platz | Name                | Verein                      | Sprungpunkte | Laufzeit | Gesamtzeit |
| ----- | ------------------- | --------------------------- | ------------ | -------- | ---------- |
| 01.   | Georg Hettich       | ST Schonach, SBW            | 123,3        | 14:05,6  | 14:36,6    |
| 02.   | Ronny Ackermann     | Rhoener WSV, TSV            | 120,0        | 13:57,3  | 14:41,3    |
| 03.   | Jens Gaiser         | SV Mitteltal-Obertal, SBW   | 123,1        | 14:10,9  | 14:42,9    |
| 04.   | Florian Schillinger | SV Baiersbronn, SBW         | 131,1        | 14:44,3  | 14:44,3    |
| 05.   | Marcel Höhlig       | WSV Oberhof 05, TSV         | 130,4        | 14:41,8  | 14.44,8    |
| 06.   | Matthias Mehringer  | SC Ruhpolding, BSV          | 121,2        | 14:05,4  | 14:45,4    |
| 07.   | Jens Kaufmann       | SV Baiersbronn, SBW         | 115,5        | 14:43,8  | 15:45,8    |
| 08.   | Christian Beetz     | WSV Oberhof 05, SBW         | 106,0        | 14:06,6  | 15:46,6    |
| 09.   | Sebastian Haseney   | SC Motor Zella-Mehlis, TSV  | 105,9        | 14:06,0  | 15:47,0    |
| 10.   | Björn Kircheisen    | WSV Johanngeorgenstadt, SVS | 107,1        | 14:11,8  | 15:47,8    |
| 11.   | Tino Edelmann       | SC Motor Zella-Mehlis, TSV  | 105,3        | 14:05,4  | 15:48,4    |
| 12.   | Christian Ulmer     | SC Wiesensteig, SBW         | 115,4        | 14:52,7  | 15:55,7    |
| 13.   | Christoph Menz      | SC Motor Zella-Mehlis, TSV  | 115,8        | 15:15,1  | 16:16,1    |
| 14.   | Stephan Münchmeyer  | WSV Oberhof 05, TSV         | 103,5        | 14:26,5  | 16:16,5    |
| 15.   | Marc Frey           | SV Baiersbronn, SBW         | 100,8        | 14:16,3  | 16:17,3    |